# Anneke Grönloh
Louise Johanna Grönloh, detta Anneke (Tondano, 7 giugno 1942 – Arleuf, 16 settembre 2018), è stata una cantante olandese.
Nata nelle Indie orientali olandesi (oggi Indonesia), è cresciuta a Eindhoven. Ha rappresentato i Paesi Bassi all'Eurovision Song Contest 1964. I suoi brani più famosi sono Soerabaja, Brandend zand e Paradiso.